# Letiny
Letiny (en allemand : Lettin) est une commune du district de Plzeň-Sud, dans la région de Plzeň, en République tchèque. Sa population s'élevait à 662 habitants en 2022.

## Géographie
Letiny se trouve à 8 km au sud-ouest de Blovice, à 23 km au sud-sud-est de Plzeň et à 93 km au sud-ouest de Prague.
La commune est limitée par Řenče et Drahkov au nord, par Chocenice et Jarov à l'est, par Žinkovy au sud, et par Skašov, Horšice et Dolce à l'ouest.

## Histoire
La première mention écrite de la localité date de 1243.

## Administration
La commune se compose de cinq sections :
- Bzí
- Chocenický Újezd
- Kbelnice
- Letiny
- Svárkov

## Galerie

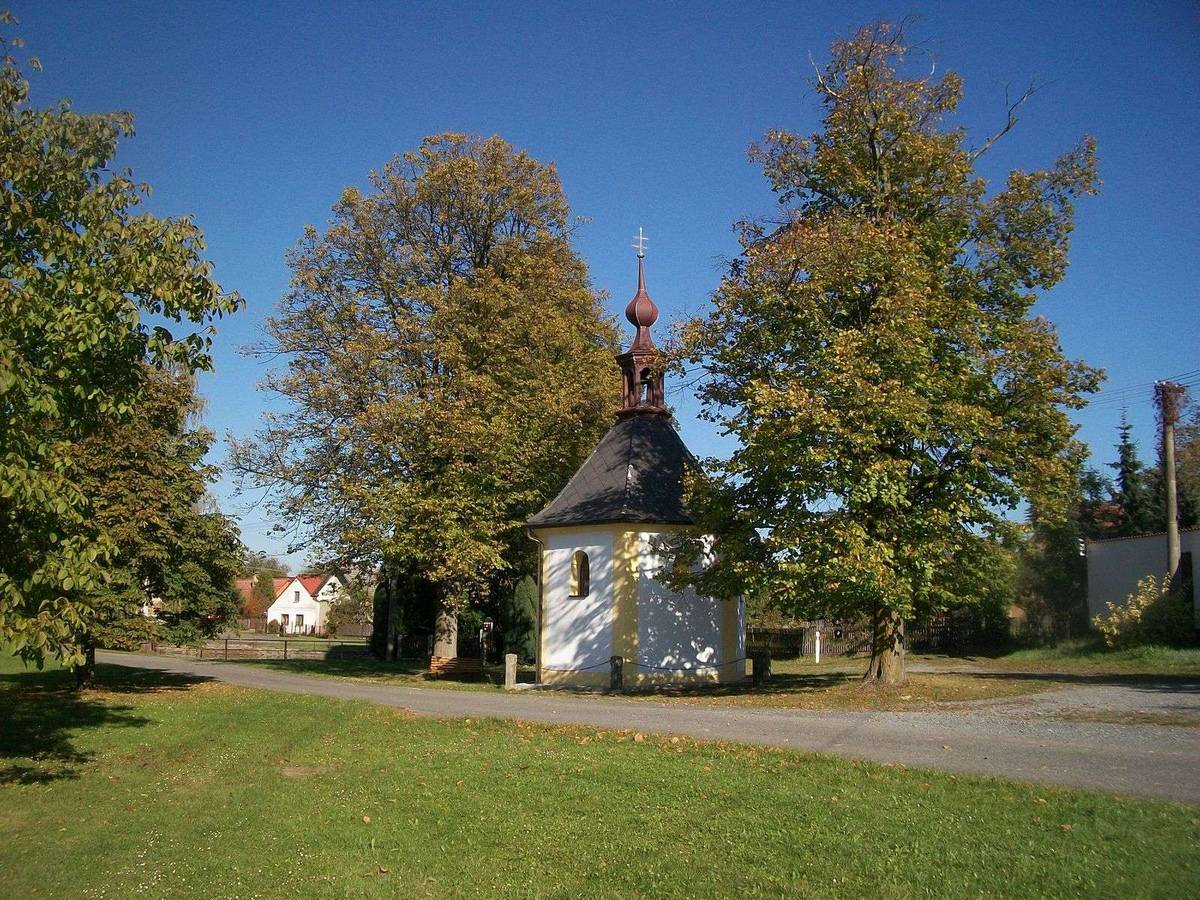
Chapelle à Svárkov.
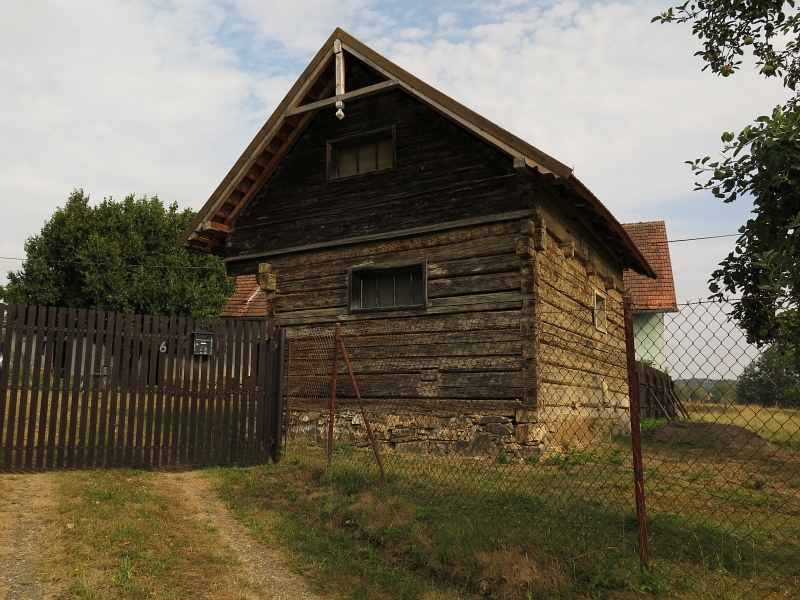
Maison en bois à Chocenický Újezd.

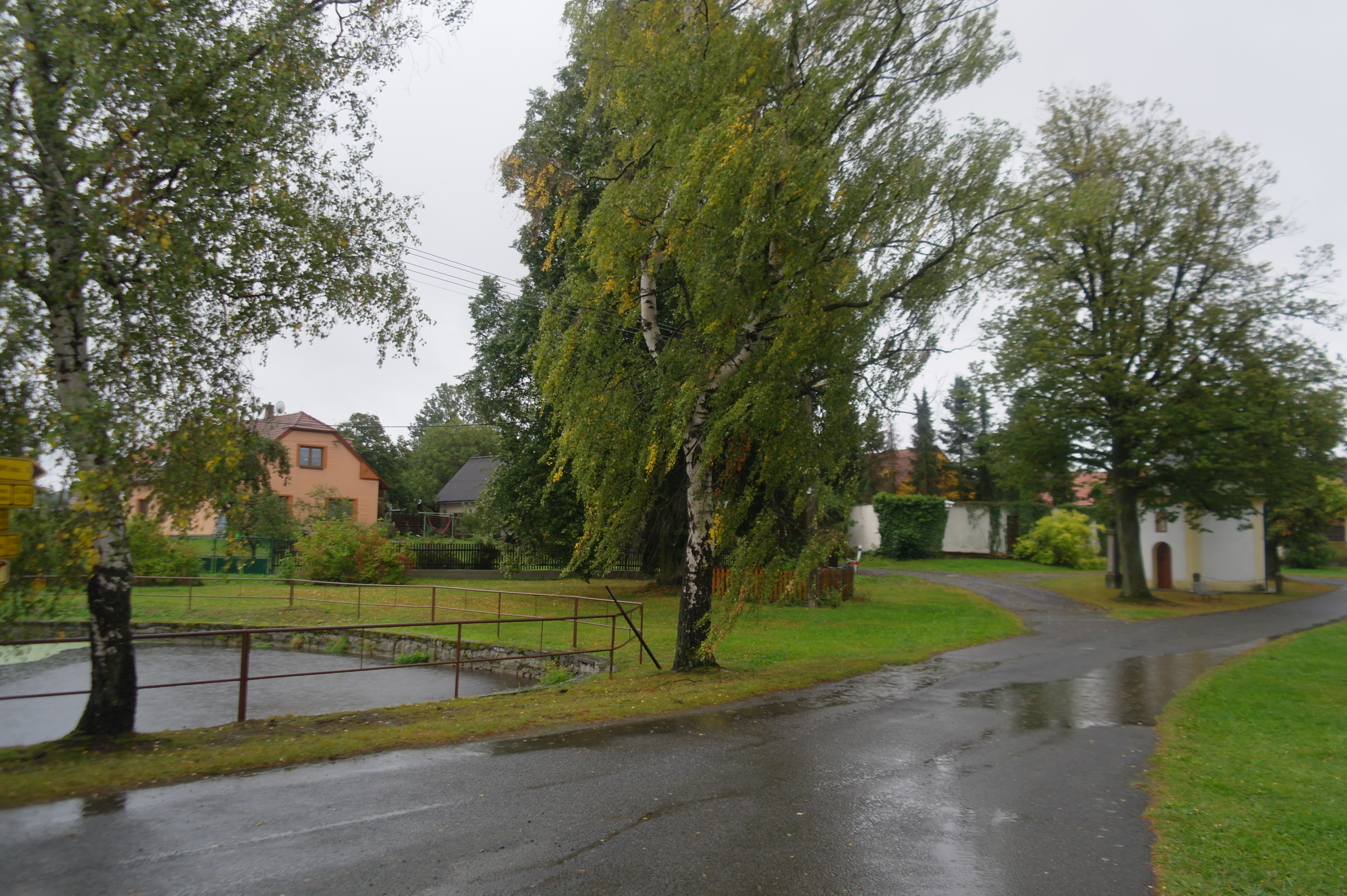
Centre de Svárkov.

## Transports
Par la route, Letiny se trouve à 10 km de Blovice, à 30 km de Plzeň et à 113 km de Prague.